# Michael Rascher
Michael G. Rascher (født 26. juli 1965 i Edmonton) er en canadisk tidligere roer og olympisk guldvinder.
Rascher begyndte at ro, da han var begyndt på University of British Columbia, hvor universitetets rotræner så ham og mente, at han havde fysikken til denne sport.
Han kom til at ro otter og kom med i den canadiske landsholdstrup. I denne båd var han i 1990 og 1991 med til at vinde sølv ved VM. Han var også med ved OL 1992 i Barcelona. Besætningen bestod ud over Rascher af Darren Barber, Andrew Crosby, Michael Forgeron, John Wallace, Derek Porter, Robert Marland, Bruce Robertson og styrmand Terrence Paul. Canadierne vandt deres indledende heat sikkert, og i semifinalen rakte andenpladsen efter Rumænien til deltagelse i finalen. Finalen blev en tæt affære med under et halvt sekund mellem første- og tredjepladsen. Canadierne sikrede sig akkurat guldet foran Rumænien, mens Tyskland vandt bronze. Canadiernes tid i finalen på 1.29,53 minutter var ny olympisk rekord efter at rumænerne havde slået den i indledende heat med 1.30,21.
Rascher indstillede sin aktive karriere efter OL. Han blev i 1994 sammen med resten af otterens besætning optaget i Canadas Sports Hall of Fame.

## OL-medaljer
- 1992:  Guld i otter